# PacketFence
PacketFence — вільна система управління доступом до мережі (англ. network access control, NAC), яка може використовуватися для організації централізованого доступу та ефективного захисту мережі будь-якого розміру. Підтримує засоби для інтеграції з обладнанням багатьох популярних виробників. 
Ключові можливості PacketFence: 
- Централізована організація входу користувачів до мережі з дротових і бездротових каналів;
- Вхід в мережу через активацію у вебінтерфейсі (captive portal);
- Блокування небажаних пристроїв (наприклад, заборона на підключення мобільних пристроїв або точок доступу);
- Перевірка трафіку на віруси;
- Виявлення вторгнень (інтеграція з Snort і Nessus);
- Підтримка інтеграції з устаткуванням різних виробників, таких як Cisco, Nortel, Hewlett-Packard, 3Com, D-Link, Intel, Dell;
- Аудит конфігурації і програмної начинки комп'ютерів в мережі.